# Orth und Eckartsau

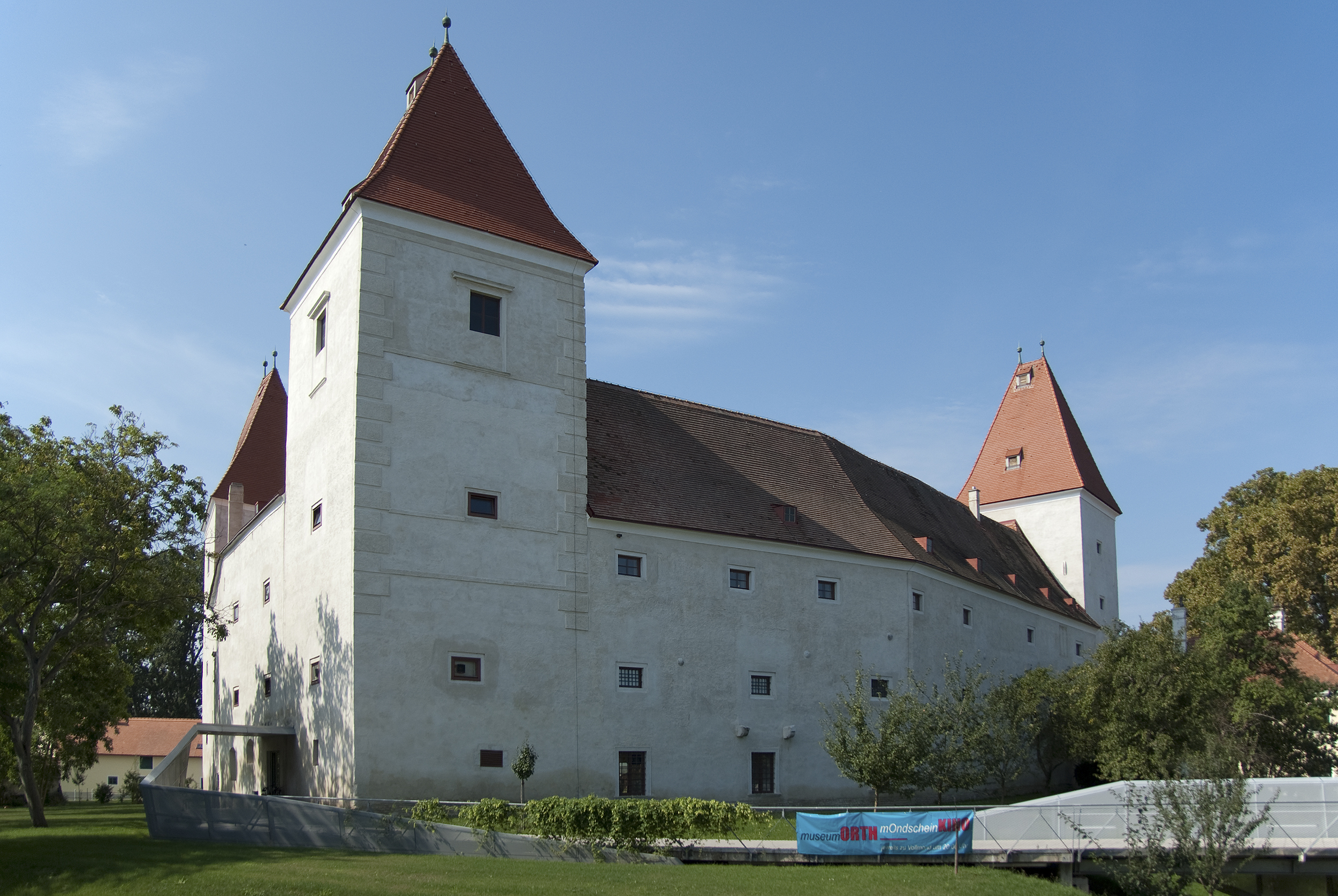
Schloss Orth, Sitz der Verwaltung (2009)

Die Herrschaft Orth und Eckartsau war eine Grundherrschaft im Viertel unter dem Manhartsberg im Erzherzogtum Österreich unter der Enns, dem heutigen Niederösterreich.

## Ausdehnung
Die Herrschaft mit den Schlössern Orth und Eckartsau umfasste zuletzt die Ortsobrigkeit über Orth, Andlersdorf, Breitstetten, Franzensdorf, Eckartsau, Haringsee, Kopfstetten, Pframa und Fuchsenbigl. Der Sitz der Verwaltung befand sich im Schloss Orth.

## Geschichte
Der letzte Inhaber der Herrschaft, die teils als Lehen und teils als Allod gehalten wurde, war Kaiser Ferdinand I. Nach den Reformen 1848/1849 wurde die Herrschaft aufgelöst.